# 소철지옥

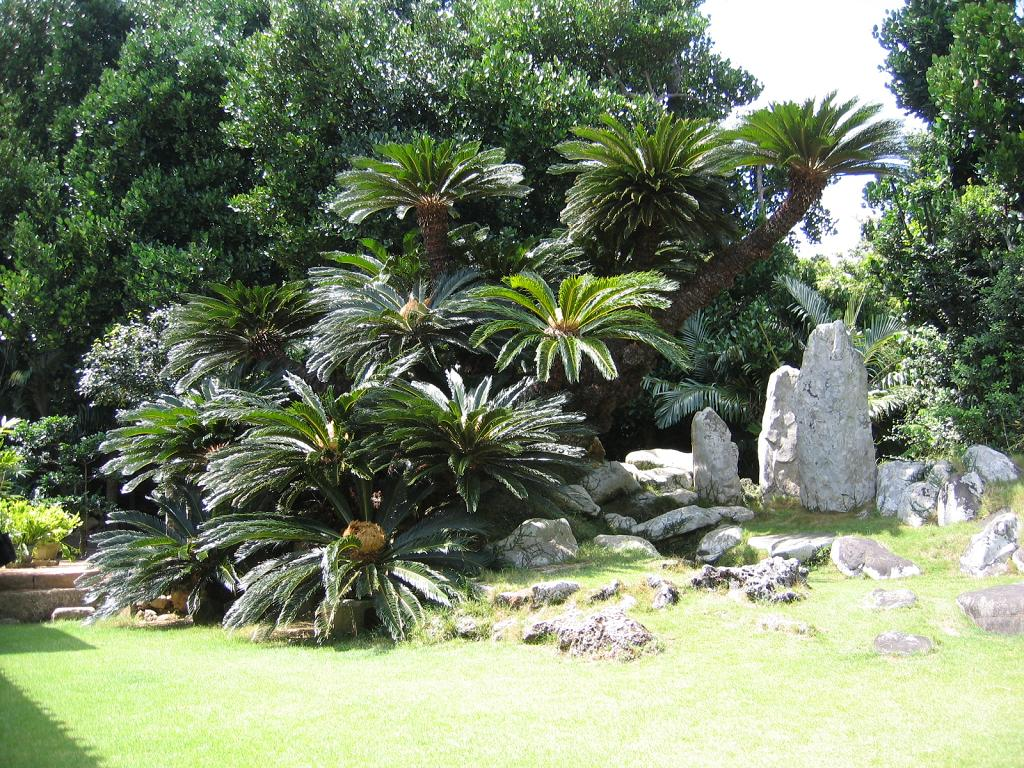
오키나와현 지정 천연기념물: 우네의 큰 소철(오키나와현 시마지리군 구메지마정).

소철지옥(일본어: 蘇鉄地獄 소테츠지고쿠[*])은 메이지 말기에서 쇼와 초기까지 류큐 열도에서 발생한 경제공황이다.
류큐 열도에서는 농업생산기술 자체가 미숙했고, 설탕 농업이 모노컬처되면서 벼와 보리 같은 식량작물이 부진했으며, 대소비지로부터 거리가 먼 지정적 조건, 중근세부터 계속된 농노제, 농노해방 이후에도 토지세 개악으로 인해 농민들이 금융기관 등에 농지를 매도하여 소작농화하는 등의 이유로 만성적인 농업, 상업 및 경제구조상의 문제점이 누적되고 있었다.
이러한 상황이 가져온 구조적 불황 속에, 오키나와섬은 1904년(메이지 37년)에 7개월간 계속된 오키나와 메이지 대한발로 인한 흉작으로 심각한 식량난에 빠져들었다. 먹을 것이 없어진 주민들이 독성식물인 소철의 전분을 구황식으로 뽑아먹었는데, 제독이 불충분하여 식중독 환자나 심지어 사망자가 나오는 등 사태가 속출, “소철지옥”이 인세에 도래했다고 불렸다.
오키나와의 이런 상황은 그 뒤로도 개선되지 않고, 오히려 일본 본토의 전후공황, 관동대지진, 세계대공황, 쇼와공황의 영향을 받으면서 지속되었다. 기생지주에 의한 소작농의 빈곤문제는 오키나와와 본토에 모두 만연해 있었지만, 오키나와는 특히 본토의 금융기관에 착취당하는 구조에 빠져 있어서, 이 문제가 태평양전쟁까지 계속되었다.